# Guillaume Dietsch
Guillaume Laurent Dietsch (Forbach, 17 aprile 2001) è un calciatore francese, portiere del Dender.

## Carriera

### Club
Cresciuto nel settore giovanile del Metz, il 30 novembre 2018 firma il primo contratto professionistico con il club francese, di durata triennale. Il 15 giugno 2020 viene ceduto a titolo temporaneo al club belga del Seraing, formazione satellite del Metz, con cui conquista la promozione in Pro League. Il 27 maggio 2021 prolunga con la squadra della Lorena fino al 2023 e il 10 giugno seguente passa nuovamente in prestito al Seraing.

### Nazionale
Ha giocato nelle nazionali giovanili francesi Under-16, Under-18, Under-19 ed Under-21.

## Statistiche

### Presenze e reti nei club
Statistiche aggiornate al 16 ottobre 2023.
| Stagione        | Squadra         | Campionato      | Campionato | Campionato | Coppe nazionali | Coppe nazionali | Coppe nazionali | Coppe continentali | Coppe continentali | Coppe continentali | Altre coppe | Altre coppe | Altre coppe | Totale | Totale | Totale |
| Stagione        | Squadra         | Comp            | Pres       | Reti       | Comp            | Pres            | Reti            | Comp               | Pres               | Reti               | Comp        | Pres        | Reti        | Pres   | Reti   |        |
| --------------- | --------------- | --------------- | ---------- | ---------- | --------------- | --------------- | --------------- | ------------------ | ------------------ | ------------------ | ----------- | ----------- | ----------- | ------ | ------ | ------ |
| 2017-2018       | Metz 2          | CFA2            | 13         | -14        | -               | -               | -               | -                  | -                  | -                  | -           | -           | -           | 13     | -14    |        |
| 2019-2020       | Metz 2          | CFA2            | 2          | -3         | -               | -               | -               | -                  | -                  | -                  | -           | -           | -           | 2      | -3     |        |
| 2020-2021       | Seraing         | D2              | 26+2       | -35 + -3   | CB              | 0               | 0               | -                  | -                  | -                  | -           | -           | -           | 28     | -38    |        |
| 2021-2022       | Seraing         | D1              | 33+2       | -63 + 0    | CB              | 1               | -3              | -                  | -                  | -                  | -           | -           | -           | 36     | -66    |        |
| 2022-2023       | Seraing         | D1              | 23         | -47        | CB              | 1               | -1              | -                  | -                  | -                  | -           | -           | -           | 24     | -48    |        |
| Totale Seraing  | Totale Seraing  | Totale Seraing  | 82+4       | -145 + -3  |                 | 2               | -4              |                    | -                  | -                  |             | -           | -           | 88     | -152   |        |
| 2023-2024       | Metz 2          | N3              | 1          | 0          | -               | -               | -               | -                  | -                  | -                  | -           | -           | -           | 1      | 0      |        |
| Totale Metz 2   | Totale Metz 2   | Totale Metz 2   | 16         | -17        |                 | -               | -               |                    | -                  | -                  |             | -           | -           | 16     | -17    |        |
| Totale carriera | Totale carriera | Totale carriera | 98+4       | -162 + -3  |                 | 2               | -4              |                    | -                  | -                  |             | -           | -           | 104    | -169   |        |